# 선문대학교 축구단
선문대학교 축구부(영어: Sun Moon University Football Club)는 선문대학교에서 운영하는 축구 종목의 전문 운동부이다.

## 역사
1995년 12월 12일 창단하였다.
2021년 10월 3일 FC 서울과 FC 서울의 U18팀인 오산고 축구부 선수 관련 영입 및 육성을 위한 업무 협약 체결하였다.

## 같이 보기
- 선문대학교
- 안익수